# Blazer Drive
Blazer Drive (ブレイザードライブ, Bureizā Doraibu) é uma série de mangá escrita e ilustrada por Seishi Kishimoto. Foi publicada pela Kodansha na revista mensal Monthly Shōnen Rival entre 4 de abril de 2008 e 29 de dezembro de 2010. A Sega também desenvolveu um jogo para Nintendo DS com uma história paralela. Lançado no dia 4 de dezembro no mesmo ano em que se iniciou a série.

## Enredo
A história se passa num estilo futurístico de Tokyo, Japão, onde a sociedade domina o poder dos elementos. Um grupo de pessoas desenvolveu os assim chamados "Mystickers" que têm vários efeitos que podem ser usados para questões do dia-a-dia. Como, por exemplo, usar um Mysticker elétrico para fazer um veículo funcionar ou um Mysticker de fogo para aquecer uma chaleira. E dentre os cidadãos comuns existem aqueles que controlam e manipulam essa energia da forma que quiserem. Desde usar um Ice Mysticker para congelar um inimigo a usar um Arrow Mysticker que invoca um arco poderoso para o ajudar nas batalhas. Essas pessoas especiais são chamadas de "Blazers", eles são os mestres dos adesivos.